# 三田了一
三田了一（日语：／；1892年12月19日—1983年5月29日）是活跃于日本昭和时代的穆斯林。是阿訇，经名欧麦尔。三田出生于山口县下关市，曾任Islamic Center Japan顾问、關西學院大學和北九州大学的汉语讲师。

## 主要成就
1972年，三田翻译出版了第一个由穆斯林翻译而成的《古兰经》日译本（后于1982年修订出版）。该译本是世界第一个被认证为官方译本的《古兰经》译本，三田也因此而闻名。

## 经历
1892年，三田了一出生于山口县下关市。他在1916年毕业于山口高等商业学校（现为山口大学经济学院），后在南滿洲鐵道就职，并因此远渡中国。
三田在与中国的穆斯林亲密交流后，选择了皈依伊斯兰教。1941年，他在中國回教協會出任主席顾问。在二战结束后的1945年，他回到日本，并直到1951年都在关西学院大学和北九州大学担任汉语讲师。
1957年，三田了一远渡巴基斯坦，并在当地开始以宗教人士身份开展活动。1958年，三田抵达麥加朝觐。1960年，在日本穆斯林协会（JMA）初代会长萨迪克·今泉去世后，三田接任为第二代会长。
1972年，三田翻译的《古兰经》日译本出版。1982年，该日译本重新修订出版。
1983年，三田了一去世，享寿90岁。

## 译书
- 『聖クルアーン―日亜対訳・注解』（改訂版） 日本ムスリム協会、1982年
  - 『聖クラーン―日亜対訳・注解』 日訳クラーン刊行会、1972年
- 『サハーバ物語』 イスラミックセンター・ジャパン、1978年
  - 『サハバ物語』 東洋大学出版部、1959年

## 脚注
1. ↑  三田了一とは （页面存档备份，存于） - 20世紀日本人名事典（日外アソシエーツ）/コトバンク
2. ↑  JMAとは （页面存档备份，存于） - 宗教法人日本ムスリム協会

## 相关项目
- 古蘭經譯本列表